# Peter Kagabo
Peter Kagabo (ur. 11 listopada 1985 w Jinja) – rwandyjski piłkarz grający na pozycji napastnika, reprezentant Rwandy.

## Kariera klubowa
Kagabo karierę klubową rozpoczął w 2006 roku w grającym w I lidze rwandyjskiej Atraco FC. W 2009 roku przeniósł się do drużyny Rayon Sports FC. Następnie grał w: Police FC (2011-2014), Rayon Sports (2014-2015), Musanze FC (2015-2018), Police FC (2018-2019) i Bugesera FC (2019-2021).

## Kariera reprezentacyjna
W reprezentacji Rwandy Kagabo zadebiutował w 2010 roku. Do 2014 roku rozegrał w niej 7 meczów.